# Ботанический сад Челябинского государственного университета
Ботани́ческий сад Челябинского государственного университета (ботанический сад ЧелГУ) — единственный в Челябинской области научный центр, занимающийся проблемами интродукции растений местной флоры и иноземных видов. Расположен в Калининском районе города Челябинска. Территория открытого грунта примыкает непосредственно к главному корпусу ЧелГУ. Коллекции тропических и субтропических растений содержатся в приспособленных помещениях.

## История
Решение о создании ботанического сада принято Ученым советом Челябинского государственного университета 29 июня 1999 года. С 2000 года начато создание коллекции растений закрытого грунта. Коллекция растений открытого грунта начала формироваться с 2002 года.
С 2005 года создаётся семенной фонд, который постоянно пополняется. Выпущен первый «Каталог тропических и субтропических растений коллекции ботанического сада ЧелГУ».
В 2006 году ботанический сад ЧелГУ вступил в Совет Ботанических садов Урала и Поволжья.
С 2012 года по инициативе и на базе ботанического сада ЧелГУ действует Челябинское отделение Русского ботанического общества
В 2015 году, в год 70-летия Великой Победы, заложен сад истории уральской селекции из 70 плодовых деревьев.
В 2016 высажена Профессорская аллея из 40 пурпурнолистных яблонь и установлена скульптура Профессора.
В 2019 году торжественно открыта уникальная крупномасштабная архитектурно-ландшафтная экспозиция «Философский сад Камня».
В 2020 году — к 75-летию Великой Победы заложена кедровая роща из 75 сосен сибирских кедровых.
В 2021 году в состав ботанического сада введена природная степная территория, площадью 42 га, близ заповедника «Аркаим» в Брединском районе Челябинской области.

## Направления работы
- Изучение флоры Южного Урала;
- Изучение охраняемых видов флоры, ведение Красной книги Челябинской области;
- Создание коллекций ex situ (в условиях культуры) редких и исчезающих видов Южного Урала;
- Исследование актуальных вопросов интродукции новых для Южного Урала видов древесных и травянистых растений;
- Изучение адвентивных видов флоры Челябинской области;
- Популяционное изучение отдельных групп высших сосудистых растений;
- Изучение антропогенно-измененных территорий;
- Разработка научных основ вопросов городского озеленения и охраны природы в городской среде;
- Просветительская и консультационная работа.

## Коллекции
Коллекция открытого грунта насчитывает около 3500 таксонов высших сосудистых растений, из них более 130 видов растений, внесённых в Красную книгу Челябинской области (2017) и Красную книгу РФ (2008), и около 20 видов, нуждающихся в особом внимании к их состоянию в природной среде (Приложение к Красной книге).
Коллекция защищенного грунта представлена тропическими и субтропическими растениями в количестве около 1000 таксонов.
Открытая территория ботанического сада условно поделена на «Верхний» и «Нижний сад». В «Верхнем саду» располагаются экспозиционные участки восточно-азиатской флоры, лекарственных, пряноароматических и витаминоносных культур, сирингарий, родовые комплексы Spiraea (Спирея) и Hosta (Хоста), декоративный миксбордер.
В «Нижнем саду» расположены: большой рокарий с каменистыми кладками разных типов, родовые комплексы Paeonia (Пион, пионарий), Hemerocallis (Лилейник), Iris (Ирис, иридарий), Rosa (Шиповник, розарий), Malus (Яблоня), Cerasus (Вишня), Sorbus (Рябина), небольшой декоративный пруд, коллекция хвойных растений, формирующиеся модельные комплексы светлохвойного и темнохвойного леса и др.
Частью комплекса коллекционных фондов является «ботанический музей» — коллекция вегетативных и генеративных частей и метаморфозов сосудистых растений, коллекция лекарственных растений, экспонируемые в помещениях ботанического сада.
Гербарий ботанического сада ЧелГУ, создаваемый с 2000 года, насчитывает более 35 тысяч образцов. В 2006 г. Гербарий получил международный акроним — Index Herbariorum — CSUH (Herbarium, Botanic Garden, Chelyabinsk State University).
Ежегодно издаётся перечень (Delectus) обменного семенного банка Index Seminum, который ежегодно обновляется благодаря своевременному сбору семян из источников in situ и ex situ.

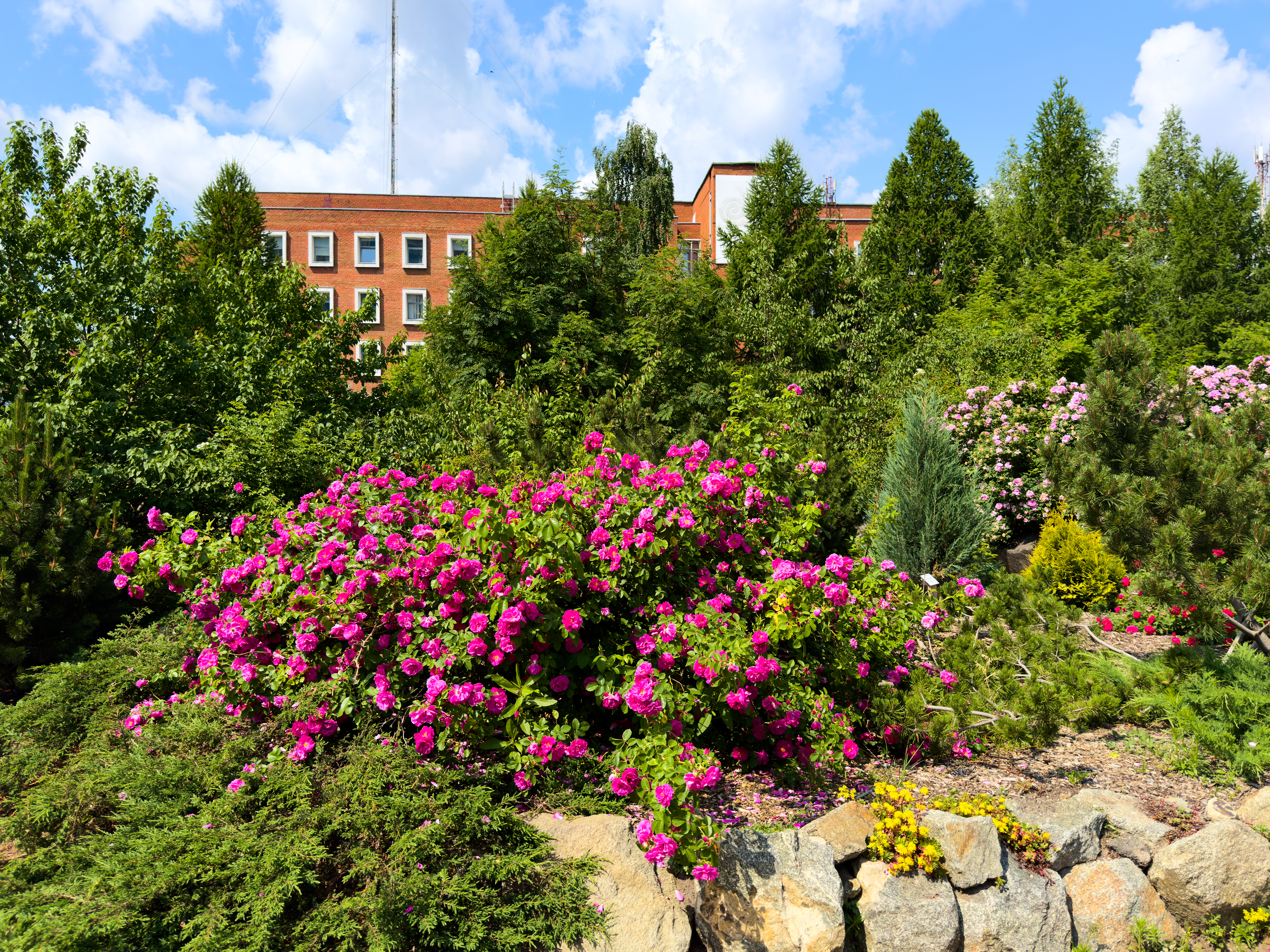
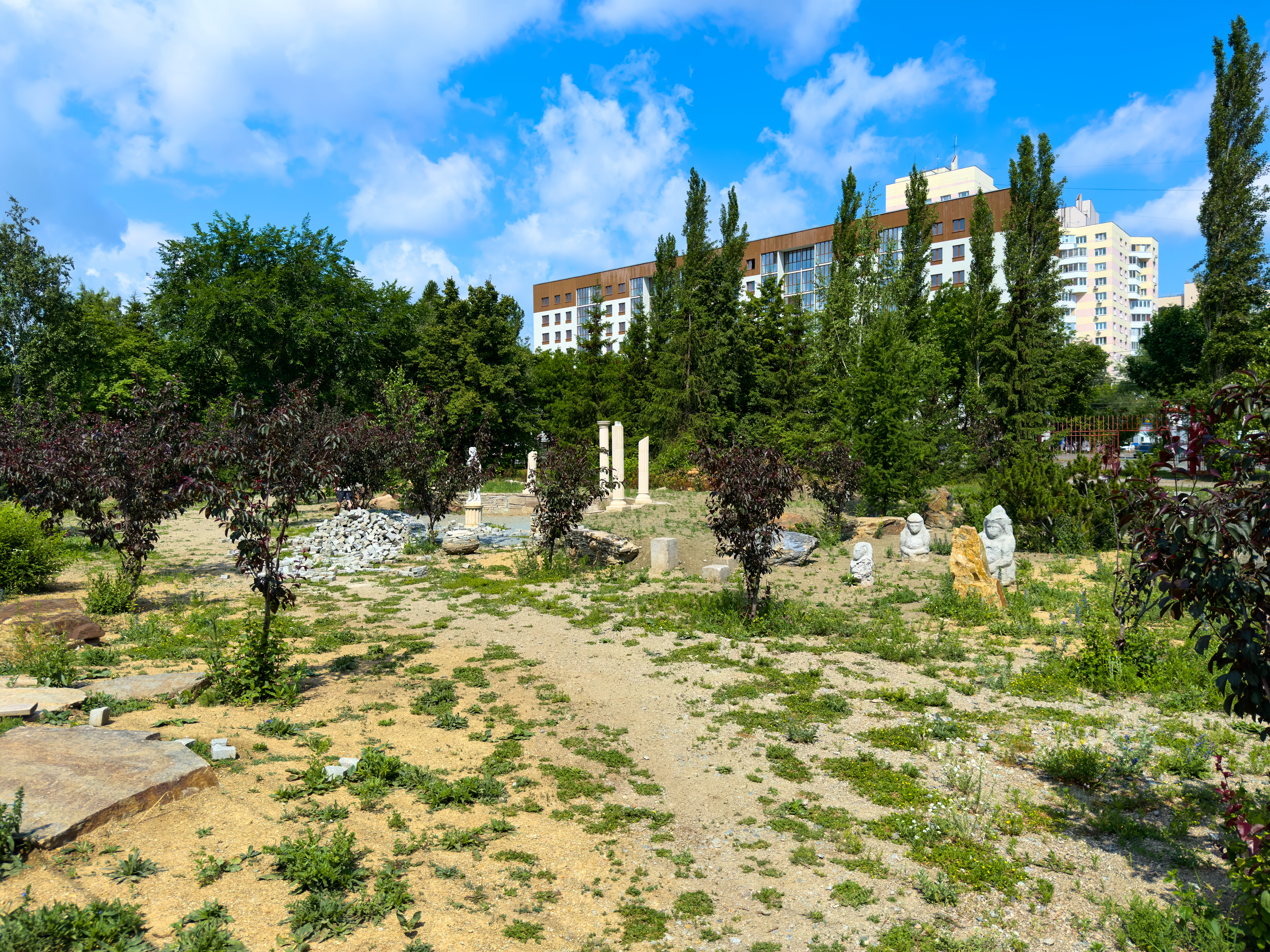
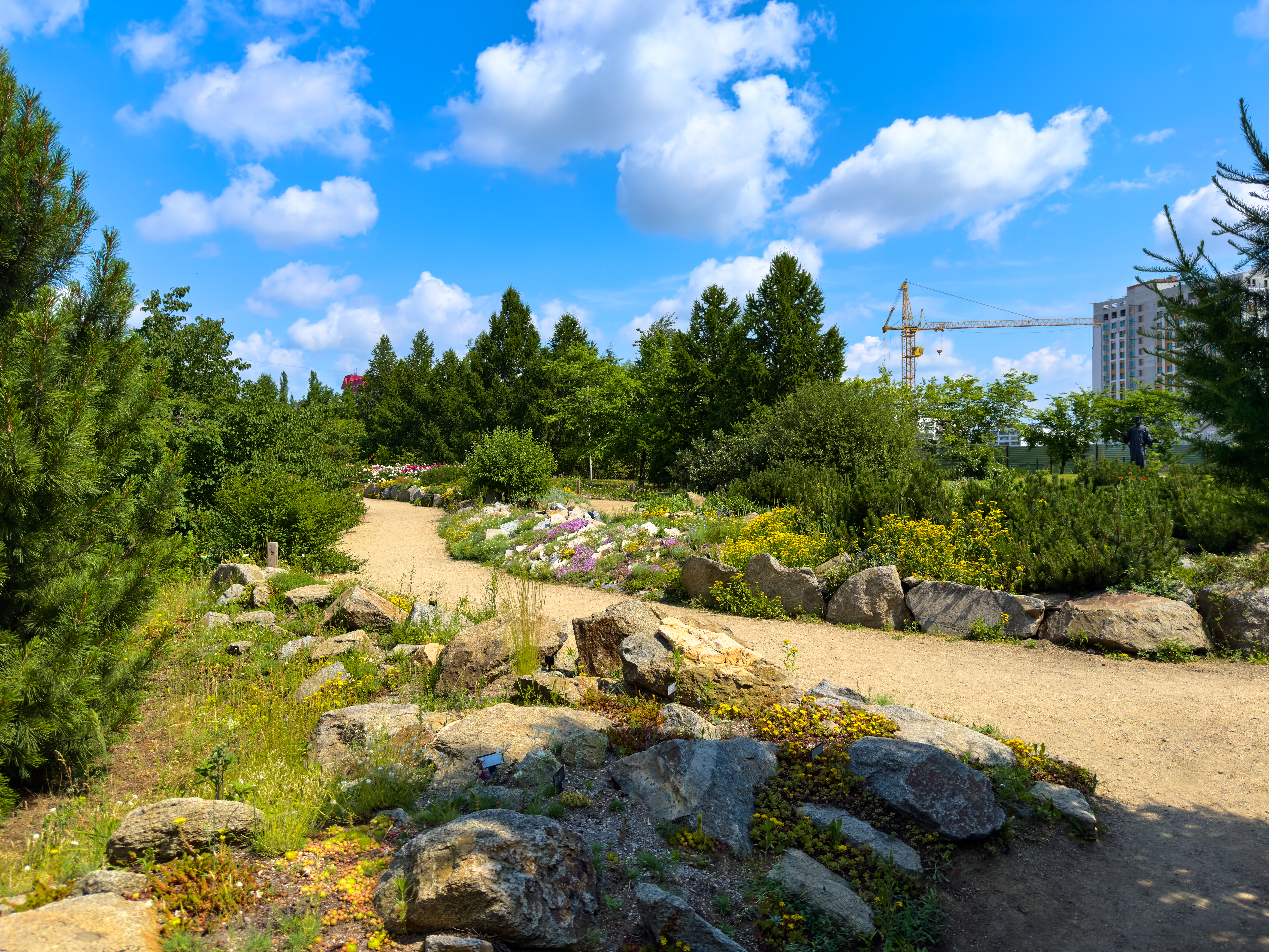
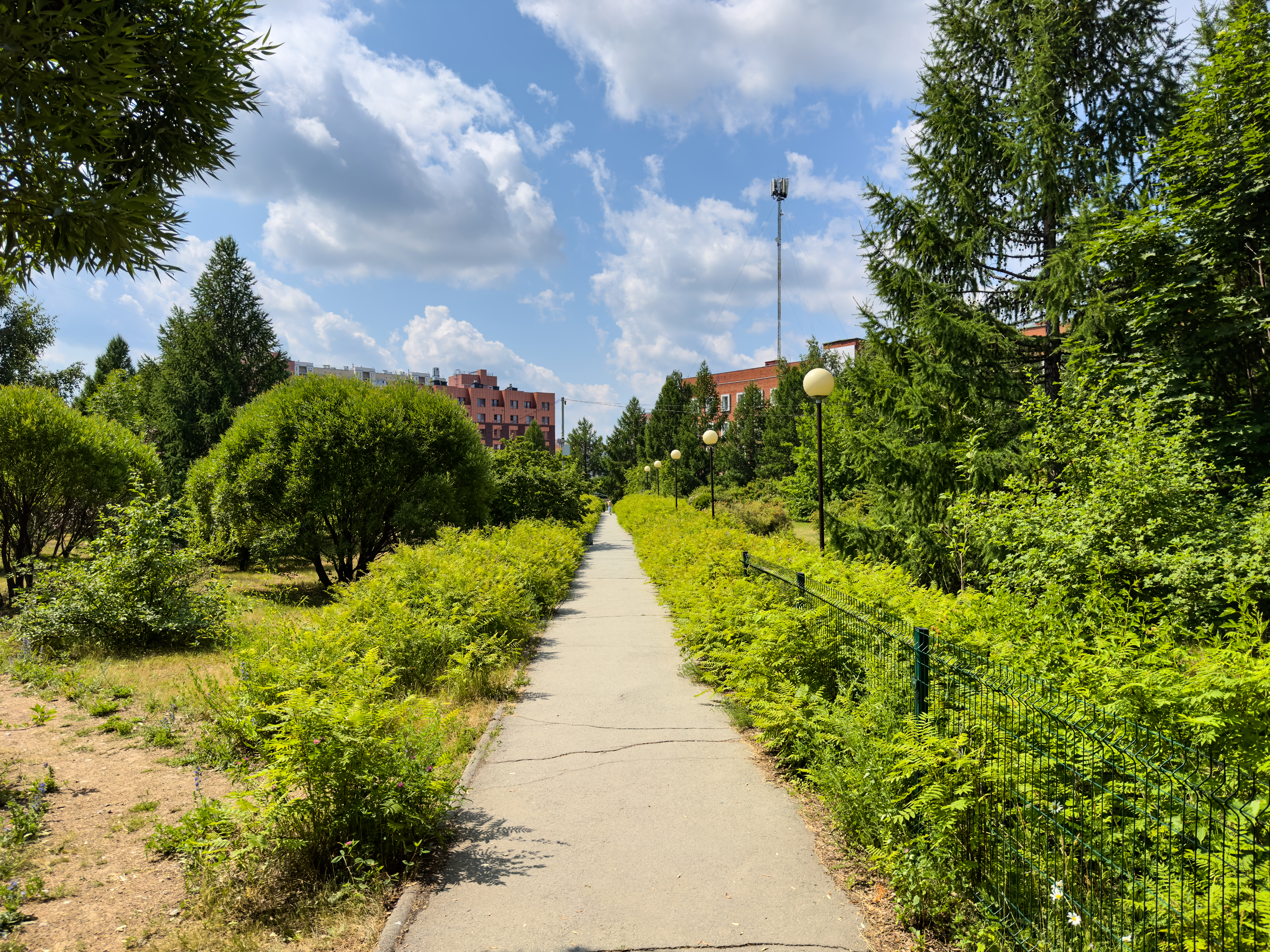

8

## Издания ботанического сада
- «Учёные записки Челябинского отделения РБО» — ежегодное издание с 2017 года.
- «Актуальные вопросы современного естествознания Южного Урала» — выпускается с 2014 года один раз в два года по результатам проводимых конференций с одноимённым названием.
- «Перечень семян, предлагаемых в обмен ботаническим садом Челябинского государственного университета» — ежегодное издание с 2008 года.